# Eunidia lateralis
Eunidia lateralis là một loài bọ cánh cứng trong họ Cerambycidae.